# الساندرو آگوستینی
الساندرو آگوستینی (انگلیسی: Alessandro Agostini؛ زادهٔ ۲۳ ژوئیهٔ ۱۹۷۹) بازیکن فوتبال اهل ایتالیا است.
از باشگاه‌هایی که در آن بازی کرده‌است می‌توان به باشگاه فوتبال هلاس ورونا، باشگاه فوتبال فیورنتینا، باشگاه فوتبال تورینو، باشگاه فوتبال پیستویزه، باشگاه فوتبال کالیاری، باشگاه فوتبال روبور سیه‌نا، باشگاه فوتبال امپولی، و باشگاه فوتبال ترنانا اشاره کرد.